# You Don’t Miss Your Water (’Til the Well Runs Dry)
«You Don’t Miss Your Water ('Til the Well Runs Dry)» (с англ. — «Не пропускай свою воду, пока колодец не истечёт») — сингл британского певца и автора песен Крейга Дэвида. Он был написан Дэвидом и Марком Хиллом для его второго студийного альбома Slicker Than Your Average (2002), в то время как продюсированием руководил Хилл, а дуэт Soulshock и Питер Байкер указаны в качестве дополнительных продюсеров. Песня была выпущена как шестой и последний сингл с альбома и стала одним из самых низко оценённых синглов Дэвида на сегодняшний день, достигнув 43-го места в UK Singles Chart.

## Клип
Видеоклип на песню «You Don’t Miss Your Water ('Til the Well Runs Dry)» был записан вживую.

## Места в чартах
«You Don’t Miss Your Water ('Til the Well Runs Dry)» попала в чарт и достигла пика на 43-й позиции в UK Singles Chart, проведя две недели в топ-75.

## Каверы
Кавер-версию песни исполнили Rising Appalachia на их альбоме 2010 года The Sails of Self.

## Список композиций
| №  | Название                                                          | Автор(ы)              | Producer(s)                        | Длительность |
| -- | ----------------------------------------------------------------- | --------------------- | ---------------------------------- | ------------ |
| 1. | «You Don’t Miss Your Water ('Til the Well Runs Dry)» (Radio Edit) | Craig David Mark Hill | Hill Soulshock [a] Peter Biker [a] | 4:13         |
| 2. | «Static»                                                          | David                 | Ignorants                          | 4:11         |

## Хит-парады
| Хит-парад (2004)                | Наивысшая строчка |
| ------------------------------- | ----------------- |
| Шотландия (OCC Scotland)        | 51                |
| Великобритания (OCC UK Singles) | 43                |

## Хронология выхода
| Страна         | Дата            | Формат                     | Лейбл             | Ref.  |
| -------------- | --------------- | -------------------------- | ----------------- | ----- |
| Великобритания | 29 декабря 2003 | CD single digital download | Wildstar Atlantic | [ 3 ] |